# Anders Österlin
 Ikke at forveksle med Anders Österling.
Anders Österlin (født 28. januar 1926, død 20. oktober 2011 i Malmø) var en svensk kunstner. Han var i 1943 med til at etablere kunstnergruppen Imaginisterna og virkede senere også i kunstnergruppen COBRA.
Österlin malede rigt sammensatte malerier, meditative i karakter, og abstrakte men med genkendelige naturformer. Han havde specialiseret sig i offentlige udsmykninger. I 1957 vandt Österlin sammen med Signe Persson-Melin konkurrencen om udsmykning af T-Centralen i Stockholm. Deres udsmykning på keramikplader stod færdig året efter.
Österlin fungerede endda som reklametegner. Sammen med formgiveren John Melin, under signaturen M&Ö, stod han i 1950'erne og 1960'erne for nyskabende indsatser indenfor grafisk design.
Anders Österlin modtog i 2007 Malmö Stads Kulturpris. Prisen uddeles ved en ceremoni på Malmø rådhus den 21. maj 2007. Prisen var på 80.000 kroner og en skulptur i sølv af sølvsmeden Magnus G-son Liedholm.

## Offentlige værker
- Svømmehallen i Malmø
- T-Centralen i Stockholm
- Landstinget i Lund
- Tunaskolen i Lund
- Malmö Nya Sjukhem
- Malmö Allmänna Sjukhus
- Götabanken i Malmø
- Tetra Pak i Lund
- Danderyds Sjukhus